# Matrylinearny system pokrewieństwa
Matrylinearny system pokrewieństwa – system pokrewieństwa, w którym dzieci automatycznie po urodzeniu włączane są do grupy matki i pozostają jej członkami przez całe życie (zasada matrylinearności). Przekłada się to np. na dziedziczenie nazwisk rodowych, przywilejów po matce, dziedziczenie majątku po krewnym ze strony matki (np. po jej bracie) itp.
W systemach matrylinearnych pokrewieństwo oraz wspólnych przodków ustala się idąc po linii matki („po kądzieli”). W skrajnych przypadkach biologiczny ojciec dziecka nie jest nawet uznawany za krewnego swoich dzieci, a członkowie jego rodziny mogą wchodzić w związki małżeńskie z jego dziećmi.
Na podstawie badań ponad pięciuset społeczeństw na całym świecie stwierdzono, że system matrylinearny występuje średnio trzy razy rzadziej niż patrylinearny system pokrewieństwa. Przykładami społeczeństw o strukturze matrylinearnej są Minangkabau, Naxi, Trobriandczycy, Indianie Pueblo, Hopi, Irokezi lub Lhopu a w przeszłości m.in. Piktowie, Asturowie oraz Baskowie.